# Коваленко Юрій Андрійович
Юрій Коваленко (27 липня 1931 Прилуки, Чернігівська обл. — 22 травня 2004, Одеса) — український художник.

## Біографія
Юрій Коваленко народився 27 липня 1931 році в м. Прилуки. У 1959 році закінчив Одеське театрально-художнє училище. З 1960 р працює гримером в Одеському театрі опери та балету, з 1961 по 1965 роки - гример в Одеському музично-драматичному театрі. У 1965 р Коваленко переходить до Ленінградського інституту театру, музики і кінематографії. Викладає в Одеському художньому училищі з 1971 по 1981 рр. Юрій Коваленко зробив величезний вплив на розвиток одеської школи живопису. Художній світ, який він створив, привертає умінням передати глибинні національні риси. У творчості художника фольклорні мотиви переплетені з елементами театру, народжуючи своєрідний і самобутній стиль. Бере участь в художніх виставках з 1968 року. Перша персональна виставка Юрія Коваленка відбулася у фойє кінотеатру «Родіна» в 1977 році.
Член Національної Спілки художників України з 1988 року.

## Творчість
У своїй творчості К. синтезував монументалізм і колорист. дисципліну «суворого стилю», декоративні підходи театрального мистецтва, поєднуючи народний примітивізм, барвистість та експресію. Створював пейзажі, жанрові картини, натюрморти у стилістиці експресивного неонаїву. Окремі полотна зберігаються в Одеському художньому музеї, Музеї сучасного мистецтва Одеси.

### Твори
Живопис
- «Закохані» (1970)
- «Хлопчик із півнем» (1971)
- «Дитинство художника» (1972)
- «Хата лісника» (1974)
- «Прилуки» (1974),
- «Літо у Прилуках» (1975)
- «Світлана з сином» (1977)
- «Нічні звуки» (1985)
- «Од віку до віку» (1986)
- «Мати» (1989)
- «Прилуцька Мадонна»
- «Чорне море» (1994)
- «Тепла зима» (1994)
- «О. де Бальзак в Україні» (1995)

Графіка
- гуаш «Кузя з гітарою» (1990)
- гуаш «У дворі» (1996)
- акварель «Дитинство» (1996)

### Персональні виставки
- 1977 - «Художник, який бачить серцем». Кінотеатр Батьківщина. Одеса. Україна.
- 1979 - Дві виставки в кінотеатрі «Родіна». Одеса. Україна.
- 1981 - Одеська організація Спілки письменників. Одеса. Україна.
- 1981 - Клуб заводу «Холодмаш». Одеса. Україна.
- 1983 - Ізмаїл. Одеська область. Україна.
- 1984 - Одеський художній музей. Одеса. Україна.
- 1989 - «До 175-річчя Т. Г. Шевченко». Український драматичний театр. Одеса. Україна.
- 1990 - Мюнхен. Дюссельдорф. Німеччина.
- 1993 - Галерея «Човен». Одеса. Україна.
- 1993 - Галерея «Одант». Одеса. Україна.
- 1994 - Одеський художній музей. Одеса. Україна.
- 1995 - Одеський художній музей. Одеса. Україна.
- 1996 - Книжковий магазин Камкіна. Нью-Йорк. США.
- 2000 - «Комерсант Півдня» спільно з галереєю «Вернісаж». Одеса. Україна.
- 2000 - Одеський літературний музей. Одеса. Україна.
- 2000 - Галерея «Ірис». Одеса. Україна.
- 2001 - Живопис 70-х - 80-х. Одеський літературний музей. Одеса. Україна.
- 2001 - «На стіні висить портрет». Галерея «Міст». Одеса. Україна.
- 2001 - «До 70-річчя Ю. А. Коваленко ». Одеський художній музей. Одеса. Україна.
- 2004 - Галерея «Ірис». Одеса. Україна.
- 2004 - «Останній альбом». Галерея «Ліберті». Одеса. Україна.
- 2005 - Одеське художнє училище імені М. Ю. Грекова. Одеса. Україна.
- 2006 - «Ю. Коваленко. До 75-річчя ». Художній салон. Одеса. Україна.
- 2006 - «Ю. Коваленко. Графіка». Галерея «Ліберті». Одеса. Україна.
- 2006 - «Одеські мотиви». Всесвітній клуб одеситів". Одеса. Україна.
- 2011 - «Ю. Коваленко. До 80-річчя. Вибране». МСМО. Одеса. Україна.
- 2011 - Всесвітній клуб одеситів. Одеса. Україна.
- 2013 - «Квартира № 10». Одеса. Україна.
- 2014 року - Всесвітній клуб одеситів. Одеса. Україна.